# Siejo
Siejo ist eine Parroquia in der Gemeinde Peñamellera Baja im äußersten Osten der Autonomen Region Asturien. Der Verwaltungssitz der Gemeinde befindet sich ca. einen Kilometer südlich in Panes.

## Geographie
Die Parroquia mit ihren 96 Einwohnern (Stand 2011) liegt auf 40 m über NN an der Einmündung des Río Cares in den Río Deva.

## Klima
Das Klima der Region wird in hohem Maße vom nahegelegenen Meer beeinflusst: Die Winter sind mild und nur in den Hochlagen streng; die Sommer sind angenehm mild, aber auch sehr feucht. 
- Durchschnittstemperaturen im Februar 3 - 9 °C
- Durchschnittstemperaturen im August 19 - 25 °C

## Sehenswürdigkeiten
- Kirche San Andrés aus dem 18. Jahrhundert